# Rosa 'Duchesse de Brabant'
Rosa 'Duchesse de Brabant' — сорт Старых садовых роз (англ. Old Garden Rose) класса Чайные розы (англ. Hybrid Perpetual).
Регистрационное название: 'Duchesse de Brabant'.
Любимая роза Теодора Рузвельта. Он часто носил цветки этой розы в петлице пальто.

## Синонимы
- 'Comtesse de Labarathe'
- 'Comtesse de Labarthe'
- 'Countess Bertha'
- 'Shell' (на Бермудских островах)
- 'The Shell Rose' (Bernède) 1857

Несмотря на появляющуюся в новой литературе информацию, 'Comtesse Ouwaroff' не является синонимом 'Comtesse de Labarthe'.

## Биологическое описание
Диплоид.
Высота до 90—245 см, ширина 60—90 см.
Цветки светло-розовые, махровые, поникающие, чашевидной формы.
Лепестков около 45.
Аромат сильный.

## В культуре
Зоны морозостойкости (USDA-зоны): от 5b (−23.3 °C… −26.1 °C) до более тёплых.
Цветение непрерывное.
Сорт отличается теневыносливостью. Подвержен заболеванию мучнистой росой.